# Sylvestre Syropoulos
Sylvestre Syropoulos (vers 1400 - vers 1453) est un grand ecclésiarque (megas ecclesiarches) et diacre de l'Église de Constantinople. Il a rendu compte des activités de la délégation grecque au concile de Florence. Le poste de grand ecclésiarque fait partie des plus hauts offices patriarcaux, cinquième dans la hiérarchie après le chartophylax et avant le sakellarios.
On connaît peu de choses sur les dates de naissance et de mort, de Syropoulos mais il est probablement né aux alentours de 1400 et mort aux alentours de 1453. Ses parents étaient aussi employés par l'Église. Il existe des sources mentionnant des membres de la famille Syropoulos tenant diverses fonctions ecclésiastiques à Constantinople à partir du VIIe siècle. Syropoulos possède aussi des qualifications juridiques puisqu'il a aussi servi comme dikaiophylax, une fonction conférée uniquement aux hommes de l'Église à partir du IXe siècle. Ce poste concerne avant tout des questions de nature ecclésiastiques mais requiert des connaissances du droit civil autant que du droit canonique.